# هيفاء واصف
هيفاء واصف (15 يناير 1946 -)، ممثلة سورية. من مواليد دمشق ، وهي أخت الممثلة منى واصف. انضمت إلى نقابة الفنانين السوريين في 1 ديسمبر 1975، شاركت في أدوار متعددة في التلفزيون.

## حياتها
دخلت عالم الفن والتمثيل حين كانت في الرابعة عشر، وهي اخت منى واصف و الفنانة غادة واصف.
تركز جلّ نشاطها في البداية على الأعمال المسرحية،. وامتد نشاطها في نفس العام إلى عروض المسرح العسكري فقدمت مسرحيات كـ"العطر الأخضر" و"الايدي الناعمة" مع مجموعة من الفنانين من امثال : محمود جبر ومنى واصف. وكان اللقاء مع الفنان محمود جبر ومن ثم الزواج. في سنة 1965 قدمت معه مسرحية "شيء في عقلي". ومع بداية البث التلفزيوني في سورية منتصف الستينات شاركت هيفاء بعدة مسلسلات مثل "ساعي البريد" و"الطير المسافر". بعدها انقطعت عن العمل الفني مدة خمس عشرة سنة تفرغت فيهم لتربية اولادها الذين احترف اثنان منهم الفن وهما ليلى ومرح. بعدها عادت لكنها فوجئت بأن الساحة الفنية قد امتلأت بالممثلات ولم تجد امامها سوى الانضمام إلى مجموعة الفنانين السوريين الأوائل الذين استفادوا من المرسوم الذي اصدره الرئيس السوري وفتح امامهم فرصة التوظف في وزارة الثقافة. وبدأت بالمشاركة في نشاطات المسرح القومي فقدمت فيه حوالي ست مسرحيات، وفي عام 1977 لجأ إليها الفنان دريد لحام لتشاركه عروض مسرحية "كاسك يا وطن" فدارت معه مدة أربعة شهور في عروض شملت المحافظات السورية كلها. ثم عاودت التعاون معه أوائل الثمانينات في مسلسل وادي المسك" مع نخبة من الممثلين السوريين. وبعد حوالي العشر سنوات عادت إلى الشاشة الصغيرة في مسلسل "قلوب دافئة" مع أسعد فضة ومها الصالح وجيانا عيد وغيرهم. كما كانت لها مشاركات متميزة في مسلسلات كـ"أيام شامية" الذي لاقى نجاحاً كبيراً وفي "رقصة الحباري" إلى جانب زوجها محمود جبر وابنتها مرح، ومسلسل "أبو الهنا" مع دريد لحام وسامية جزائري. آخر مساهمة فنية لها والتي تعتبرها مسك الختام هي مشاركتها دريد لحام في عروض مسرحيتي "صانع المطر" و"العصفورة الصغيرة" واللتان دارا فيهما منذ سنوات عدة بلاد عربية وأجنبية.

## أعمالها
لديها العديد من الأعمال أغلبها في المسرح تجاوزت خمسين عمل منها :
- الزعيم
- جرن الشاويش
- ليالي الصالحيه
- رقصة الحبارى
- أحلام أبو الهنا
- نهارات الدفلي
- الزاحفون
- أيام شامية
- وادي المسك
- تلفزيون المرح
- سوق الحرير

## روابط خارجية
- هيفاء واصف على موقع قاعدة بيانات الأفلام العربية